# Peperomia degeneri
Peperomia degeneri ist eine höchstwahrscheinlich ausgestorbene Pflanzenart, die zur Familie der Pfeffergewächse (Piperaceae) gehört. Sie war auf der Hawaii-Insel Molokaʻi endemisch. Das Artepitheton ehrt Otto Degener, der gemeinsam 1928 mit Henry Wiebke die Typusexemplare gesammelt hatte.

## Merkmale
Peperomia degeneri war eine mehrjährige krautige Pflanze. Die dünnen, leicht zickzackförmigen Stängel wuchsen augenscheinlich absteigend bis schwach aufsteigend und entwickelten sich aus einer Wurzelbasis. Sie bildeten niedrige Büschel und erreichten eine Länge von bis zu 5 cm. Bei getrockneten Exemplaren maßen die Stängel zur Basis hin 1 mm im Durchmesser. Der obere Teil der Stängel war meist unverzweigt. Die Internodien wiesen eine Länge von etwa 1 bis 1,5 cm auf. Die Stängel waren mit bis zu 0,5 mm langen Härchen bedeckt.
Die Blätter von Peperomia degeneri waren auf der Oberseite dunkelgrün und auf der Unterseite hellgrün. Sie wuchsen wechselständig und waren im getrockneten Zustand dünn und häutig. Die Blattform variierte zwischen elliptisch und länglich-elliptisch, wobei einige Exemplare auch spatelförmig sein konnten. Die Blätter maßen typischerweise zwischen 1,5 und 2 cm (mit einer maximalen Länge von bis zu 3,5 cm) und hatten eine Breite von 0,8 bis 1,5 cm (maximal bis zu 1,7 cm). Sie waren unauffällig handförmig dreinervig und die Adern auf der Oberseite waren nicht eingedrückt. Die Blätter waren mäßig bis sehr spärlich behaart, hatten flache Ränder und eine abgerundete bis stumpfe Spitze. Die Basis der Blätter war abgerundet oder keilförmig. Die Blattstiele waren sehr dünn und maßen etwa 0,8 bis 1,2 cm in der Länge. Sie waren ebenfalls behaart.
Die Blütenstände von Peperomia degeneri sind ährenförmig und wiesen eine bis mehrere Blüten auf. Diese waren endständig und achselständig und erreichten eine Länge von 2,5 bis 3 cm. Die Blattspindel hatte einen Durchmesser von etwa 1 mm und war kahl. Die Blüten waren weit auseinanderstehend, mit Stielen, die etwa 0,5 bis 1 cm waren sind. Der Fruchtknoten war eiförmig und hatte eine schräg zulaufende Spitze, während die Narben subterminal waren. Die Frucht hatte eine eiförmige Form und maß etwa 0,7 mm in der Länge, mit einem leicht gespitzten schnabelförmigen Ende.

## Status
Peperomia degeneri wurde 2022 in die Kategorie „ausgestorben“ (extinct) der IUCN Red List aufgenommen. Das Taxon ist bislang nur von der Typensammlung aus dem Juli 1928 bekannt, die von Degener und Wiebke (Sammlung 3061, BISH) stammt.  Diese Pflanzen wurden in schattigen Klippen im östlichen Arm des Kalua'aha Valley auf der Insel Molokaʻi gefunden.
Der verbleibende Lebensraum wird durch invasive Pflanzenarten sowie durch Frass und Bodendegradation durch nicht einheimische Tierarten beeinträchtigt. Die Neophyten stellen eine Bedrohung für die endemischen Pflanzenarten dar, da sie das Habitat verändern und mit diesen um Wasser, Nährstoffe, Tageslicht und Raum konkurrieren. Insbesondere verwilderte Hausschweine (Sus scrofa domesticus), Hausziegen (Capra aegagrus hircus) und Axishirsche (Axis axis) tragen zur Verschlechterung des Habitats bei und schädigen Pflanzen durch Frass, Zertrampeln sowie Wühlaktivitäten auf der Suche nach Nahrung. Hausratten (Rattus rattus) gefährden Pflanzenarten, indem sie deren Bestandteile und Früchte fressen; eingeführte Schnecken und Nacktschnecken bedrohen Pflanzenarten, indem sie sich von Blättern, Stängeln und Sämlingen ernähren. Die genauen Ursachen für das Aussterben dieser Art sind unklar, jedoch wird angenommen, dass die Auswirkungen invasiver Arten eine wesentliche Rolle gespielt haben. 
Trotz zahlreicher Nachforschungen durch das Plant Extinction Prevention Program konnte diese Art bis heute nicht wiederentdeckt werden. 
Alternativ wird vermutet, dass Peperomia degeneri möglicherweise nur eine juvenile, früh blühende Form von Peperomia platifolia repräsentierte.